# Alexis Pinturault
Alexis Pinturault (Moûtiers, 20 maart 1991) is een Franse alpineskiër. Hij vertegenwoordigde zijn vaderland op de Olympische Winterspelen 2014 in Sotsji en op de Olympische Winterspelen 2018 in Pyeongchang.

## Carrière
Pinturault maakte zijn wereldbekerdebuut in maart 2009 in Åre. Zijn eerste wereldbekerpunten scoorde hij, bijna twee jaar later, op de Super-G in Hinterstoder. Op de wereldkampioenschappen alpineskiën 2011 in Garmisch-Partenkirchen eindigde de Fransman als zeventiende op de slalom, op de Super-G wist hij niet te finishen. Enkele weken na de wereldkampioenschappen stond hij in Kranjska Gora voor de eerste maal in zijn carrière op het podium van een wereldbekerwedstrijd. Op 21 februari 2012 boekte hij in Moskou zijn eerste wereldbekerzege. Pinturault won het eindklassement van de wereldbeker 2012/2013 in de supercombinatie. In 2014 nam Pinturault een eerste keer deel aan de Olympische winterspelen. Hij behaalde een bronzen medaille op de reuzenslalom. Later dat jaar won hij opnieuw het eindklassement in de wereldbeker supercombinatie. In de algemene wereldbeker eindigde hij op de derde plaats. 
Op de wereldkampioenschappen alpineskiën 2015 in Beaver Creek behaalde hij de bronzen medaille op de reuzenslalom. Pinturault was in het seizoen 2015/2016 opnieuw de beste in de eindstand van de wereldbeker supercombinatie. In de algemene wereldbeker eindigde hij opnieuw op de derde plaats. In Sankt Moritz nam de Fransman deel aan de wereldkampioenschappen alpineskiën 2017. Op dit toernooi eindigde hij als zesde op de Super G, als zevende op de reuzenslalom en als tiende op de alpine combinatie. Tijdens de Olympische Winterspelen van 2018 in Pyeongchang veroverde Pinturault de zilveren medaille op de alpine combinatie en de bronzen medaille, op de slalom eindigde hij op de vijfde plaats. Samen met Adeline Baud Mugnier, Nastasia Noens, Tessa Worley, Julien Lizeroux en Clément Noel eindigde hij als vierde in de landenwedstrijd.
Op de wereldkampioenschappen alpineskiën 2019 in Åre werd hij wereldkampioen op de alpine combinatie, daarnaast behaalde hij de bronzen medaille op de reuzenslalom en eindigde hij als vierde op de slalom.

## Resultaten

### Olympische Spelen
| Jaar | Plaats      | Resultaten                                                                      |
| ---- | ----------- | ------------------------------------------------------------------------------- |
| 2014 | Sotsji      | Reuzenslalom · DNF2 Slalom · DNF2 Supercombinatie                               |
| 2018 | Pyeongchang | Alpine combinatie · Reuzenslalom · 4e Landenwedstrijd · 5e Slalom               |
| 2022 | Peking      | 5e Reuzenslalom 5e Landenwedstrijd 11e Super G 16e Slalom DNF slalom Combinatie |

### Wereldkampioenschappen
| Jaar | Plaats                 | Resultaten                                                                           |
| ---- | ---------------------- | ------------------------------------------------------------------------------------ |
| 2011 | Garmisch-Partenkirchen | 17e Slalom DNF Super-G                                                               |
| 2013 | Schladming             | 5e Reuzenslalom 6e Super G 6e Slalom 6e Supercombinatie                              |
| 2015 | Beaver Creek           | Reuzenslalom · 5e Alpine combinatie · 11e Super G · DNF2 Slalom                      |
| 2017 | Sankt Moritz           | Landenwedstrijd · 6e Super G · 7e Reuzenslalom · 10e Alpine combinatie · DNF1 Slalom |
| 2019 | Åre                    | Alpine combinatie · Reuzenslalom · 4e Slalom                                         |
| 2021 | Cortina d'Ampezzo      | Combinatie · Super G · 7e Slalom · DNF2 Reuzenslalom                                 |
| 2023 | Courchevel-Méribel     | Combinatie · Super G · 7e Reuzenslalom · 11e Parallel · 20e Slalom                   |

### Wereldbeker
Eindklasseringen
| Seizoen   | Algm   | AD  | SL  | RS     | SG  | PAR    | SC   | CE |
| --------- | ------ | --- | --- | ------ | --- | ------ | ---- | -- |
| 2010/2011 | 54e    | -   | -   | 22e    | 30e |        | 30e  |    |
| 2011/2012 | 10e    | -   | 18e | 4e     | 22e | 4e     | Goud |    |
| 2012/2013 | 6e     | -   | 9e  | Brons  | 33e | Goud   | 7e   |    |
| 2013/2014 | Brons  | -   | 9e  | Brons  | 13e | Goud   |      |    |
| 2014/2015 | Brons  | -   | 10e | Zilver | 10e | Zilver |      |    |
| 2015/2016 | Brons  | -   | 12e | Zilver | 27e | Goud   |      |    |
| 2016/2017 | 4e     | -   | 12e | Brons  | 22e | Goud   |      |    |
| 2017/2018 | 6e     | -   | 14e | Brons  | 19e | 4e     |      |    |
| 2018/2019 | Zilver | -   | 6e  | Brons  | 21e | Goud   |      |    |
| 2019/2020 | Zilver | -   | 6e  | Zilver | 8e  | 19e    | Goud |    |
| 2020/2021 | Goud   | -   | 7e  | Goud   | 17e | Goud   |      |    |
| 2021/2022 | 10e    | -   | 16e | 5e     | 15e | -      |      |    |
| 2022/2023 | 8e     | -   | 17e | 5e     | 5e  |        |      |    |
| 2023/2024 | 42e    | 39e | -   | 20e    | 32e |        |      |    |
| 2024/2025 | 77e    | -   | -   | 26e    | 40e |        |      |    |

Wereldbekerzeges
| Nr | Datum            | Plaats                     | Onderdeel         |
| -- | ---------------- | -------------------------- | ----------------- |
| 01 | 21 februari 2012 | Moskou                     | City Event        |
| 02 | 8 december 2012  | Val d'Isère                | Slalom            |
| 03 | 18 januari 2013  | Wengen                     | Supercombinatie   |
| 04 | 24 februari 2013 | Garmisch-Partenkirchen     | Reuzenslalom      |
| 05 | 19 januari 2014  | Wengen                     | Slalom            |
| 06 | 26 januari 2014  | Kitzbühel                  | Supercombinatie   |
| 07 | 13 maart 2014    | Lenzerheide                | Super G           |
| 08 | 23 januari 2015  | Kitzbühel                  | Supercombinatie   |
| 09 | 14 maart 2015    | Kranjska Gora              | Reuzenslalom      |
| 10 | 22 januari 2016  | Kitzbühel                  | Supercombinatie   |
| 11 | 13 februari 2016 | Yuzawa Naeba               | Reuzenslalom      |
| 12 | 19 februari 2016 | Chamonix-Mont-Blanc        | Supercombinatie   |
| 13 | 26 februari 2016 | Hinterstoder               | Reuzenslalom      |
| 14 | 28 februari 2016 | Hinterstoder               | Reuzenslalom      |
| 15 | 4 maart 2016     | Kranjska Gora              | Reuzenslalom      |
| 16 | 23 oktober 2016  | Sölden                     | Reuzenslalom      |
| 17 | 10 december 2016 | Val d'Isère                | Reuzenslalom      |
| 18 | 29 december 2016 | Santa Caterina di Valfurva | Alpine combinatie |
| 19 | 7 januari 2017   | Adelboden                  | Reuzenslalom      |
| 20 | 9 december 2017  | Val d'Isère                | Reuzenslalom      |
| 21 | 29 december 2017 | Bormio                     | Alpine combinatie |
| 22 | 22 februari 2019 | Bansko                     | Alpine combinatie |
| 23 | 16 maart 2019    | Soldeu                     | Reuzenslalom      |
| 24 | 27 oktober 2019  | Sölden                     | Reuzenslalom      |
| 25 | 15 december 2019 | Val d'Isère                | Slalom            |
| 26 | 29 december 2019 | Bormio                     | Reuzenslalom      |
| 27 | 2 februari 2020  | Garmisch-Partenkirchen     | Reuzenslalom      |
| 28 | 1 maart 2020     | Hinterstoder               | Alpine combinatie |
| 29 | 2 maart 2020     | Hinterstoder               | Reuzenslalom      |
| 30 | 27 november 2020 | Lech-Zürs                  | Parallel          |
| 31 | 20 december 2020 | Alta Badia                 | Reuzenslalom      |
| 32 | 8 januari 2021   | Adelboden                  | Reuzenslalom      |
| 33 | 9 januari 2021   | Adelboden                  | Reuzenslalom      |
| 34 | 20 maart 2021    | Lenzerheide                | Reuzenslalom      |